# Reinier van Zutphen
Reinier van Zutphen (Wageningen, 11 mei 1960) is sinds 1 april 2015 de Nationale ombudsman van Nederland.
Van Zutphen studeerde Nederlands recht aan de Erasmus Universiteit en bekleedde diverse (internationale) functies in de rechterlijke macht. Hij was onder meer vicepresident en sectorvoorzitter van de Rechtbank Utrecht en senior raadsheer en voorzitter van het gerechtsbestuur van het College van Beroep voor het bedrijfsleven, in die laatste functie van september 2012 tot 1 april 2015. Van 2007 tot 2013 was Van Zutphen voorzitter van de Nederlandse Vereniging voor Rechtspraak (NvvR). Van 1 april 2013 tot en met 31 maart 2015 was hij staatsraad in buitengewone dienst bij de afdeling bestuursrechtspraak van de Raad van State.
Op 3 februari 2015 werd hij door de Tweede Kamer benoemd tot Nationale ombudsman als opvolger van Alex Brenninkmeijer. De functie was geruime tijd vacant nadat de kandidatuur van Guido van Woerkom tot ophef leidde. Op 31 maart 2015 werd hij door de Tweede Kamer beëdigd. Zijn ambtstermijn is op 1 april 2015 ingegaan.  
In januari 2016 werd bekend dat hij Kinderombudsman Marc Dullaert niet voordroeg voor een tweede ambtstermijn, omdat hij zijn eigen team wilde samenstellen. Dat leidde tot veel commotie. 40.557 mensen ondertekenden de petitie 'Dullaert moet blijven' die op 17 februari 2016 aan de Tweede Kamer werd aangeboden.